# Pacific Airlines
A Jetstar Pacific Airlines é uma companhia aérea do Vietnã de baixo custo, que opera vôos nacionais e internacionais, além de voos charter. Sua base de operações é o Aeroporto Internacional Tan Son Nhat na cidade de Ho Chi Minh.

## Frota

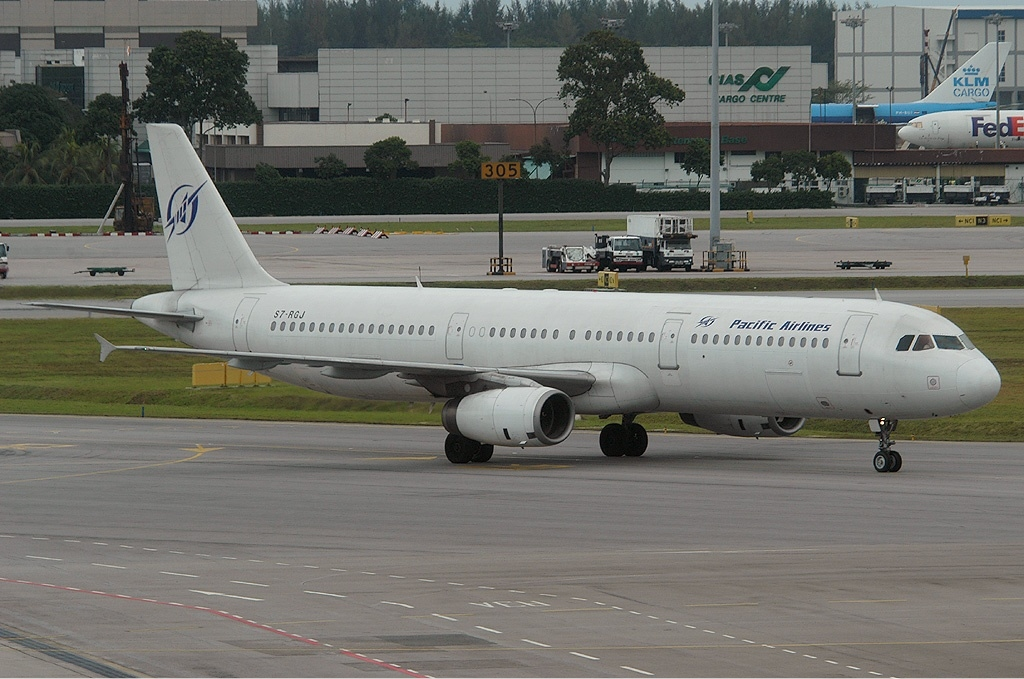
Airbus A321 da Pacific Airlines

A frota da Pacific Airlines consiste nas seguintes aeronaves:
| Aeronaves       | Em Serviço | Ordens | Passageiros | Notas |
| --------------- | ---------- | ------ | ----------- | ----- |
| Airbus A320-200 | 17         | –      | 180-186     |       |
| Total           | 1          | 0      |             |       |